# “中山大学”号
“中山大学”号（Zhong Shan Da Xue)，是中华人民共和国目前最大的海洋综合科考船。该船隶属于中山大学，并由中国科学院院士、中山大学原校长罗俊命名。2016年6月教育部批复同意中山大学在“十三五”期间新建一艘6000吨级的海洋综合科考实习船。“中山大学”于2019年10月28日开工建造，并于2020年8月28日在中国船舶集团旗下江南造船（集团）有限责任公司下水，於2021年6月26日交付使用，于2021年11月21日入泊位于珠海高栏港的母港，并将于11月28日首航南海。该船总设计师为中船集团第708所主任助理吴刚。

## 规格
“中山大学”号船长114.3米，型宽19.4米，型深9.25米，吃水6米，设计排水量约6800吨。定员100人，自持力60天，续航力15000海里，经济航速11.5节，最大试航速度16节，经济航速下续航能力15000海里，具备I类无限航区全球航行能力。“中山大学”号是目前中华人民共和国排水量最大、综合科考性能最强的海洋综合科考实习船。

## 功能
“中山大学”号具备科学考察和人才培养的双平台功能。该船配备了大量科考仪器和科考操控支撑设备，建有能满足样品处理、检测分析和数据处理的各类实验室。改传固定实验室面积为760平方米，艉甲板作业面积超过610平方米，可搭载十多个移动集装箱式实验功能模块。此外，该船拥有直升机热降平台，具备有效提高人员输送和物资转运能力，并可作为无人机的起降平台，从三维空间上扩展了该船的科考观测范围。
该船交付使用后，将成为中山大学大气与科学学院的学科建设、人才培养、科学研究及人才引进的重要平台。